# Chievo Verona
Associazione Calcio Chievo Verona, of kortweg Chievo Verona, is een Italiaanse profvoetbalclub, opgericht in 1929. De club speelt zijn thuiswedstrijden in het Stadio Marcantonio Bentegodi, samen met Hellas Verona.
In 2021 ging de club failliet en sindsdien werd er geen profvoetbal meer gespeeld.
In 2021 richte voormalig Chievo speler en clublegende Sergio Pellissier de club Clivense op het Italiaanse amateurniveau. In 2024 werd bekend dat Sergio Pellissier en Enzo Zanin het merk Chievo Verona terug hadden gekocht. In 2024/2025 keert de club terug en begint het in de Italiaanse Serie D. Samen met de in totaal 800 leden is besloten dat het de naam Chievo Verona gaat dragen maar wel blijft spelen in de wit/blauwe kleuren van Clivense.

## Geschiedenis
De club werd opgericht als Paluani Chievo, waarbij Chievo voor de naam van een wijk in Verona stond en Paluani voor de koekjesfabriek, die de eigenaar was van de club. In 1986 werd de club pas een professionele club en werd de naam veranderd naar Chievo Verona. Ze werden toegelaten in de Serie C2 en promoveerden in 2001 onder coach Luigi Delneri naar de Serie A. Het seizoen erop wordt de club vijfde en mist zo net kwalificatie voor de Champions League.
Deze kwalificatie kwam wel toen in 2006 het grote omkoopschandaal aan het licht kwam. Juventus degradeerde, AC Milan En AC Fiorentina kregen punten in mindering. Daardoor schoof Chievo drie plaatsen omhoog, naar de 4e plaats, waardoor het in de 3e voorronde van de Champions League mocht spelen. Hierin ging de club ten onder tegen het Bulgaarse Levski Sofia (0 - 2 in Sofia, 2 - 2 in Verona).
Het seizoen 2006-2007 eindigde op de laatste wedstrijddag met degradatie naar de Serie B. Na dat seizoen verlieten veel topspelers de club, onder wie Franco Semioli, Salvatore Lanna, Matteo Brighi, Paolo Sammarco, Erjon Bogdani en trainer-coach Luigi Delneri. Del Neri werd vervangen door Giuseppe Iachini. Ook werden er aankopen gedaan, zoals middenvelders Maurizio Ciaramitaro en Simone Bentivoglio, verdediger César en aanvaller Antimo Iunco.
Op 25 mei 2008 werd na één seizoen in de Serie B, terugkeer naar de Serie A veiliggesteld. De uitwedstrijd bij Grosseto eindigde in een 1-1 gelijkspel. Hierdoor bleef Chievo met vier punten voorsprong op de nummer drie, met nog één wedstrijd te gaan koploper van de Serie B.
Op 24 mei 2009 stelde Chievo een langer verblijf in de Serie A veilig. Voor het thuisduel tegen mede degradatiekandidaat Bologna FC 1909 had Chievo genoeg aan een gelijkspel om degradatie definitief te voorkomen. Door de 0-0-eindstand én het verlies van de andere concurrent Torino FC, werd de 16de positie in het seizoen 2008/2009 veilig gesteld.
Op 25 april 2010 werd Fiorentina in Firenze met 2-0 verslagen. Door de overwinning kon Chievo Verona niet meer ingehaald worden door Atalanta Bergamo dat op dat moment 17e stond.
Onder nieuwe coach Stefano Pioli wist Chievo in het seizoen 2010-2011 zijn 100e overwinning in de Serie A te behalen. Met een gelijkspel op de 36e speeldag in Turijn tegen Juventus behaalde Chievo een voorsprong van 7 punten op de degradatiezone en wist het zich te verzekeren van nog een seizoen in de Serie A, voor de club het tiende in de historie. Het seizoen 2011-2012 eindigde Chievo op de tiende positie met 49 punten.
Het seizoen 2012/13 startte slecht voor Chievo, maar nadat Eugenio Corini na zeven speelronden had plaatsgemaakt voor Rolando Maran eindigde de club uiteindelijk op een 12e plek. Het behaalde in totaal 45 punten.

## Erelijst
- Serie B

2008

## Eindklasseringen
- 1949 3e
n6
- 1950 5e
n6
- 1951 1e
n6
- 1952 15e
n5
- 1953 12e
n5
- 1954 6e
n5
- 1955 7e
n5
- 1956 4e
n5
- 1957 4e
n5
- 1958 7e
n5
- 1959 3e
n5
- 1960 1e
n6
- 1961 8e
n5
- 1962 8e
n5
- 1963 15e
n5
- 1964 4e
n6
- 1965 1e
n6
- 1966 11e
n5
- 1967 15e
n5
- 1968 1e
n6
- 1969 1e
n6
- 1970 8e
n5
- 1971 9e
n5
- 1972 5e
n5
- 1973 11e
n5
- 1974 11e
n5
- 1975 1e
n5
- 1976 10e
n5
- 1977 15e
n5
- 1978 8e
n5
- 1979 11e
Serie D
- 1980 13e
Serie D
- 1981 11e
Serie D
- 1982 8e
n4
- 1983 12e
n4
- 1984 9e
n4
- 1985 7e
n4
- 1986 2e
n4
- 1987 4e
Serie C2
- 1988 4e
Serie C2
- 1989 1e
Serie C2
- 1990 6e
Serie C1
- 1991 14e
Serie C1
- 1992 7e
Serie C1
- 1993 7e
Serie C1
- 1994 1e
Serie C1
- 1995 13e
Serie B
- 1996 14e
Serie B
- 1997 7e
Serie B
- 1998 10e
Serie B
- 1999 11e
Serie B
- 2000 15e
Serie B
- 2001 3e
Serie B
- 2002 5e
Serie A
- 2003 7e
Serie A
- 2004 9e
Serie A
- 2005 15e
Serie A
- 2006 4e
Serie A
- 2007 18e
Serie A
- 2008 1e
Serie B
- 2009 16e
Serie A
- 2010 14e
Serie A
- 2011 11e
Serie A
- 2012 10e
Serie A
- 2013 12e
Serie A
- 2014 16e
Serie A
- 2015 14e
Serie A
- 2016 9e
Serie A
- 2017 14e
Serie A
- 2018 14e
Serie A
- 2019 20e
Serie A
- 2020 6e
Serie B
- 2021 8e
Serie B

- Serie A
- Serie B
- Prima Divisione
- Seconda Divisione
- Serie D
- n6
- n5
- n4

## Resultaten per seizoen
| Seizoen   | №  | Clubs | Divisie | Duels | Winst | Gelijk | Verlies | Doelsaldo | Punten | Tsch   | Coppa Italia |
| --------- | -- | ----- | ------- | ----- | ----- | ------ | ------- | --------- | ------ | ------ | ------------ |
| 2000–2001 | 3  | 20    | Serie B | 38    | 19    | 13     | 6       | 54-34     | 70     |        | 2e groep 1   |
| 2001–2002 | 5  | 18    | Serie A | 34    | 14    | 12     | 8       | 57–52     | 54     | 16.061 | 2e groep 7   |
| 2002–2003 | 7  | 18    | Serie A | 34    | 16    | 7      | 11      | 51–39     | 55     | 16.902 | kwartfinale  |
| 2003–2004 | 9  | 18    | Serie A | 34    | 11    | 11     | 12      | 36–37     | 44     | 14.868 | 8e finale    |
| 2004–2005 | 15 | 20    | Serie A | 38    | 11    | 10     | 17      | 32–49     | 43     | 12.103 | 2e ronde     |
| 2005–2006 | 4  | 20    | Serie A | 38    | 13    | 15     | 10      | 54–49     | 54     | 8.589  | 3e ronde     |
| 2006–2007 | 18 | 20    | Serie A | 38    | 9     | 12     | 17      | 38–48     | 39     | 6.366  | kwartfinale  |
| 2007–2008 | 1  | 22    | Serie B | 42    | 24    | 13     | 5       | 77–43     | 85     | 7.276  | 1e ronde     |
| 2008–2009 | 16 | 20    | Serie A | 38    | 8     | 14     | 16      | 35–49     | 38     | 13.352 | 3e ronde     |
| 2009–2010 | 14 | 20    | Serie A | 38    | 12    | 8      | 18      | 37–42     | 44     | 11.922 | 8e finale    |
| 2010–2011 | 11 | 20    | Serie A | 38    | 11    | 13     | 14      | 38–40     | 46     | 12.676 | 8e finale    |
| 2011–2012 | 10 | 20    | Serie A | 38    | 12    | 13     | 13      | 35–45     | 49     | 9.649  | kwartfinale  |
| 2012–2013 | 12 | 20    | Serie A | 38    | 12    | 9      | 17      | 37–52     | 45     | 11.553 | 4e ronde     |
| 2013–2014 | 16 | 20    | Serie A | 38    | 10    | 6      | 22      | 34–54     | 36     | 9.149  | 8e finale    |
| 2014–2015 | 14 | 20    | Serie A | 38    | 10    | 13     | 15      | 28–41     | 43     | 10.652 | 3e ronde     |
| 2015–2016 | 9  | 20    | Serie A | 38    | 13    | 11     | 14      | 43–45     | 50     | 11.247 | 3e ronde     |
| 2016–2017 | 14 | 20    | Serie A | 38    | 12    | 7      | 19      | 43–61     | 43     | 13.368 | 8e finale    |
| 2017–2018 | 14 | 20    | Serie A | 38    | 10    | 10     | 18      | 36–59     | 40     | 11.886 | 4e ronde     |
| 2018–2019 | 20 | 20    | Serie A | 38    | 2     | 14     | 22      | 25-75     | 17     | 13.036 | 4e ronde     |
| 2019–2020 | 6  | 20    | Serie B | 38    | 14    | 14     | 10      | 48-38     | 56     | 3.809  | 3e ronde     |
| 2020–2021 | 8  | 20    | Serie B | 38    | 14    | 14     | 10      | 50-37     | 56     | -      | 2e ronde     |

## Chievo in Europa
#Q = #kwalificatieronde, #R = #ronde, T/U = Thuis/Uit, W = Wedstrijd, PUC = punten UEFA coëfficiënten .
Uitslagen vanuit gezichtspunt Chievo Verona
| Seizoen                                                    | Competitie       | Ronde | Land                          | Club               | Totaalscore | 1e W    | 2e W       | PUC |
| ---------------------------------------------------------- | ---------------- | ----- | ----------------------------- | ------------------ | ----------- | ------- | ---------- | --- |
| 2002/03                                                    | UEFA Cup         | 1R    | Vlag van Servië en Montenegro | Rode Ster Belgrado | 0-2         | 0-0 (U) | 0-2 (T)    | 1.0 |
| 2006/07                                                    | Champions League | 3Q    | Vlag van Bulgarije            | Levski Sofia       | 2-4         | 0-2 (U) | 2-2 (T)    | 2.5 |
| 2006/07                                                    | UEFA Cup         | 1R    | Vlag van Portugal             | SC Braga           | 2-3         | 0-2 (U) | 2-1 nv (T) | 2.5 |
| Totaal aantal behaalde punten voor UEFA coëfficiënten: 3.5 |                  |       |                               |                    |             |         |            |     |

## Bekende (oud-)spelers
- Roberto Baronio
- Andrea Barzagli
- Michael Bradley
- Bernardo Corradi
- Stefano Fiore
- Paolo Galli
- Riccardo Gori
- Simone Perrotta
- Luca Marchegiani
- Nicola Legrottaglie
- Victor Obinna
- Cyril Théréau
- Bogdan Pătraşcu
- Amauri
- Matteo Brighi
- Kerlon Moura Souza
- Mario Yepes
- Jonathan de Guzman

## Trainer-coaches
| Van        | Tot        | Naam              | Duels | W | G | V |
| ---------- | ---------- | ----------------- | ----- | - | - | - |
| 01.03.2020 |            | Alfredo Aglietti  |       |   |   |   |
| 04.07.2019 | 01.03.2020 | Michele Marcolini |       |   |   |   |
| 13.11.2018 | 01.06.2019 | Domenico Di Carlo |       |   |   |   |
| 10.10.2018 | 13.11.2018 | Giampiero Ventura |       |   |   |   |
| 29.04.2018 | 09.10.2018 | Lorenzo D'Anna    |       |   |   |   |
| 20.10.2014 | 29.04.2018 | Rolando Maran     |       |   |   |   |
| 22.11.2013 | 18.10.2014 | Eugenio Corini    |       |   |   |   |
| 01.07.2013 | 11.11.2013 | Giuseppe Sannino  |       |   |   |   |
| 02.10.2012 | 30.06.2013 | Eugenio Corini    |       |   |   |   |
| 09.05.2011 | 01.10.2012 | Domenico Di Carlo |       |   |   |   |
| 01.07.2010 | 31.05.2011 | Stefano Pioli     |       |   |   |   |
| 04.11.2008 | 25.05.2010 | Domenico Di Carlo |       |   |   |   |
| 01.07.2007 | 03.11.2008 | Giuseppe Iachini  |       |   |   |   |
| 16.10.2006 | 30.06.2007 | Luigi Delneri     |       |   |   |   |
| 01.07.2005 | 16.10.2006 | Giuseppe Pillon   |       |   |   |   |
| 10.05.2005 | 30.06.2005 | Maurizio D'Angelo |       |   |   |   |
| 01.07.2004 | 09.05.2005 | Mario Beretta     |       |   |   |   |
| 01.07.2000 | 30.06.2004 | Luigi Delneri     |       |   |   |   |
| 01.07.1998 | 31.12.1998 | Domenico Caso     |       |   |   |   |
| 01.07.1997 | 30.06.1998 | Silvio Baldini    |       |   |   |   |
| 01.07.1993 | 30.06.1997 | Alberto Malesani  |       |   |   |   |
| 01.07.1987 | 30.06.1988 | Pierluigi Busatta |       |   |   |   |
| 01.07.1980 | 30.06.1984 | Dario Baruffi     |       |   |   |   |